# Václav Kohoutek
Václav Kohoutek (* 4. srpna 1949) je bývalý slovenský fotbalista, jež promoval s akademickým titulem inženýr. Profesně působil na Krajské správě silnic Košického samosprávného kraje.

## Hráčská kariéra
V československé lize hrál za Lokomotívu Košice v jednom utkání, aniž by skóroval.

### Prvoligová bilance
| Ročník             | Zápasy | Góly | Minuty | Klub                 |
| ------------------ | ------ | ---- | ------ | -------------------- |
| I. liga 1976/77    | 1      | 0    | 23     | TJ Lokomotíva Košice |
| CELKEM I. ČS. LIGA | 1      | 0    | 23     |                      |